# Алагушов, Балбай
Балбай Алагушов (кирг. Балбай Алагушов; 5 мая 1936, с. Кызыл-Добо, Тонский район, Иссык-Кульская область, Киргизская АССР, РСФСР — 2 июля 2021, Бишкек, Кыргызстан) — советский и киргизский музыковед

. Народный артист Кыргызской Республики (2011).

## Биография
В 1959 г. окончил филологический факультет Киргизского государственного университета, в 1973 г. — музыкальное училище имени Мураталы Куренкеева.
С 1959—1965 г. работал заведующим отдела в газете «Кыргызстан пионери». В 1960—1963 гг. — старший редактор музыкального отдела Радиокомитета при Совете Министров Киргизской ССР, с 1963 по 1965 г. работал на музыкальном факультете педагогического училища при Министерстве культуры Киргизской ССР.
С 1965—1985 г. — научный сотрудник сектора эстетики и искусствоведения Института философии и права Академии наук Кригизской ССР.
В 1985—1998 гг. — заведующий отделом в издательствах «Кыргызстан» и «Адабият».
Член Союза журналистов (1959), композиторов (1974) Киргизской ССР, Союза писателей Республики Кыргызстан (2005). В 1995 г. был избран членом правления и секретариата Союза композиторов Кыргызстана.

## Научная деятельность
Был известен как ученый, историк, этнограф, энциклопедист, критик, публицист, общественный коллекционер, радио- и тележурналист. Являлся известным популяризатором искусства киргизских композиторов, поэтов и исполнителей.
Автор многочисленных научно-образовательных книг, учебных пособий по преподаванию музыки для средних общеобразовательных школ. Среди них: «Киргизские комузисты и комузские мелодии», «Струны веков», «Киргизские народные музыкальные инструменты», «Соловьи», «Великие комузисты — Муратаалы Куренкоев», посвященные жизни и творчеству великих кыргызских певцов, мелодистов, поэтов. Автор творческих биографий: «Муратаалы Куренкоев», «Токтогул-композитор», «Карамолдо», «Шекербек Шеркулов».
В 2007 г. он впервые в истории кыргызской музыки опубликовал масштабный труд «Энциклопедия киргизской музыки» для учащихся средних школ и вузов с музыкальными факультетами, художественных институтов и консерваторий. Впервые в истории киргизского музыковедения издал пятитомник, который был посвящен её развитию: «Страницы моей жизни» (2 тома), «Энциклопедист», «Я помню иллюзии», «Из судьбы поэтов». В 2011—2013 г. являлся инициатором создания «Антологии кыргызских музыкальных инструментов» в 2-х томах.

## Награды и звания
- Медаль «Данк» (2004)[1].
- Медаль «За трудовую доблесть».
- Медаль «Манас-1000».
- Народный артист Кыргызской Республики (2011).
- Заслуженный работник культуры Киргизской ССР (1990).
- Почётный гражданин Тонского района.